# Leon Ferguson
Leon Henry Ferguson (Sydney, 19 luglio 1923 – Sydney, 31 luglio 1989) è stato un pallanuotista australiano, che ha partecipato alle Olimpiadi del 1948, assieme al fratello Jack.
Era cognato all'atleta June Maston, moglie del fratello.